# PS Racing Center Greinbach
Das PS Racing Center Greinbach ist eine permanente Rennstrecke in Österreich. Sie liegt etwa 4 km nördlich von Hartberg in der Steiermark in Österreich und war bislang 9 mal Austragungsort der European Rallycross Championship.

## Geschichte
Die Strecke wurde im Juni 2000 nach 3-monatiger Bauzeit vom Rallycross-Piloten Erich Petrakovits eröffnet. Die erste offizielle Veranstaltung, ein Rallycross-ÖM Lauf wurde am 3. September 2000 abgehalten. Von 2002–2003, 2005-2008 und 2011–2013 fand dort die österreichische Runde der Rallycross-Europameisterschaft statt. Damit ist sie neben dem Wachauring in Melk und dem Nordring bei Fuglau eine der 3 wichtigsten Rallycross-Anlagen in Österreich. Aktuell ist sie Austragungsort der Österreichischen Rallycrosss-Staatsmeisterschaften.

## Sonstiges
Die Anlage kann in bis zu 8 Layouts konfiguriert werden. Der rein asphaltierte Teil kann künstlich bewässert werden und wird als bis zu 1450 m lange Strecke für den Kartsport, für Slalom-Veranstaltungen und für Trackdays benutzt. Längste Variante ist die Supermoto-Variante die 1,9 km lang ist und auch geschotterte Abschnitte aufweist. Für Rallycross-Wettbewerbe wird eine 1120 m lange Variante benutzt.